# Gibamond
Gibamond, Gibamund ou Gebamund  (né vers 500, mort en 533), est un prince vandale, neveu du roi Gélimer (530-534), dernier monarque du royaume vandale d’Afrique, dont le centre correspond approximativement au centre et à l'Est de l'Algérie et la Tunisie. Gibamond est l'un des trois commandants des corps d'armée vandales présent à la bataille de l'Ad Decimum. Il meurt au combat le 13 septembre 533.

## Bataille de l'Ad Decimum
À la tête d'un corps de cavalerie de 2 000 hommes (lanciers à cheval), il est chargé par Gélimer de déborder l'armée du général byzantin Bélisaire, qui avance en colonnes le long de la route à environ 10 milles de la capitale Carthage. Avant même le déroulement de la bataille, alors qu'il s'approche du flanc gauche des Byzantins, il est intercepté par les flanqueurs de Bélisaire constitués de Huns, soit un régiment de 600 cavaliers, tous archers montés. Les Vandales les prennent aussitôt en chasse. Hors portée des javelots vandales, les Huns font pleuvoir sur eux une pluie de flèches et les Vandales sont rapidement dispersés. Gibamond reçoit plusieurs traits, dont un à l'œil gauche. Il meurt durant le combat.
Gibamond et le corps qu'il commandait manqueront cruellement à Gélimer durant la dernière phase de la bataille de l'Ad Decimum.

## Conséquences
La raison de sa défaite est restée un moment inexpliquée. En effet, les 2 000 hommes qu'il commandait pouvaient facilement venir à bout des 600 éléments hunniques qui lui barrèrent la route, non loin de la sebkha de Carthage. On a voulu voir aussi le manque de combativité des Vandales qui, habitués au confort, auraient perdu le goût des armes. Jusqu'au jour où l'équipement et l'armement des Huns furent étudiés de près.
L'arc utilisé par les Huns, l'arc réflexe, portait à une distance de près de 1 000 mètres, et était mortel la plupart du temps à 200 mètres. Les lanciers vandales devaient se rapprocher à moins d'un mètre pour utiliser lance et épée.

## Sources primaires
- Procope de Césarée, Histoire de la guerre des Vandales, XVIII-XIX.